# HOPE-X
HOPE (en español; Esperanza) fue un proyecto japonés de avión espacial experimental diseñado por una asociación entre NASDA y NAL (ambos ahora parte de JAXA), que comenzó en la década de 1980. Se posicionó durante la mayor parte de su vida como una de las principales contribuciones japonesas a la Estación Espacial Internacional, siendo el otro el Módulo de Experimentos Japonés. El proyecto finalmente se canceló en 2003, cuando los vuelos de prueba puntuales de un banco de pruebas de subescala habían volado con éxito.

## Historia
El proyecto original de HOPE requería la construcción de un prototipo orbital de subescala conocido como HOPE-X, para H-II Orbiting Plane, Experimental. Esto se usaría para pruebas de vuelo y validación de sistemas, antes de pasar al HOPE más grande, que usó muchas de las mismas partes y diseño general en un diseño de 4-personas, 22-toneladas-métricas. Como su nombre lo indica, ambos se lanzarían en el nuevo lanzador H-II de Japón, la HOPE a gran escala que requiere mejoras sustanciales en el rendimiento. En ese momento, Japón era una potencia industrial prometedora y su programa espacial se movía de éxito en éxito. Había pocas dudas, y un poco de temor, de que HOPE tuviera éxito.
Como parte del programa espacial japonés en general, las pruebas de tecnologías que se utilizarían en HOPE y otros proyectos estaban muy avanzadas. En febrero de 1994 se utilizó el primer vuelo de prueba del nuevo lanzador H-II para lanzar también el vehículo experimental de reentrada balística OREX, que probó varios sistemas de comunicaciones, perfiles de calefacción y componentes de protección térmica. Otro proyecto, HYFLEX, siguió en febrero de 1996. Hyflex tenía la intención de probar las baldosas de protección térmica de carbono-carbono que estaban destinadas a ser utilizadas en HOPE, así como tener la misma forma del cuerpo para recopilar datos sobre el levantamiento hipersónico. HYFLEX tuvo éxito, pero se hundió en el Pacífico después de un chapuzón antes de que pudiera recuperarse.
En 1997, al inicio del estudio, se decidió que HOPE-X debería modificarse en un vehículo de carga no tripulado con la adición de sistemas automatizados de aproximación y atraque, y una bahía de carga con puertas similares a la del Transbordador Espacial de EE. UU. Se creía que esto resultaría en un sistema de suministro de carga "rápido y sucio" para la Estación Espacial Internacional, que sufría retrasos continuos debido a problemas con el programa Shuttle. Se estimó que tal conversión podría completarse por US$ 292 millones adicionales, menos costoso que diseñar un vehículo de carga balística completamente nuevo para el lanzador H-II, y mucho menos costoso que los US$ 2.9 mil millones estimados necesarios para completar el proceso a tamaño completo HOPE. Incluso el pequeño HOPE-X lanzado con cohetes H-2A no modificados entregaría una utilidad a la ISS, casi lo mismo que los 2.500 kilogramos de la nave espacial Progress. HOPE-X tenía aproximadamente 15,2 metros de largo con una envergadura de 9,7 metros.
En 1998, el H-2 sufrió una serie de fallas. A continuación se realizó una revaluación de todo el programa espacial, y las restricciones presupuestarias luego forzaron una reducción en la financiación general de US$ 690 millones a US$ 4,22 mil millones para el período de gasto de cinco años entre 1998 y 2002. Esto forzaría un retraso en el cronograma para el HOPE-X, con su primer vuelo en 2003. En este momento, NASDA había gastado solo US$ 305 millones desde que se aprobó el proyecto en 1988, lo que refleja el estado como proyecto de investigación. Al año siguiente, el proyecto H-II se canceló por completo, procediendo solo con el H-IIA simplificado y más ligero. Hughes se retiró del proyecto H-IIA aproximadamente en este momento; inicialmente habían comprado diez lanzamientos en el sistema y se consideró un gran éxito internacional para NASDA.
En el año 2000, se firmó un acuerdo para aterrizar el vehículo de regreso en Aeon Airstrip en Christmas Island en Kiribati. El proyecto de demostración de vuelo de alta velocidad consistió en modelos a escala del 25% de HOPE-X para probar tecnologías de navegación y características de vuelo. A medida que se acercaba la fecha límite de 2003, surgieron varios debates sobre el perfil del lanzador, y muchos argumentaron que el H-II debería reemplazarse por un avión de carga propulsado por jet para un arranque aéreo. El primer vuelo se retrasó aún más hasta 2004. Antes de alcanzar este hito, se llevó a cabo una importante reorganización de NASDA para abordar su evidente sobrecompromiso a la luz del estancamiento económico de Japón, especialmente ahora que había demandas para desarrollar un programa de satélites espías para rastrear los esfuerzos nucleares de Corea del Norte. Se formó JAXA y HOPE se canceló durante este proceso.